# 阿西姆·拉贾·马哈詹
阿西姆·拉贾·马哈詹（英語：Aseem Raja Mahajan，1971年9月24日—），印度外交官，現任印度外交部海灣司聯祕（司長），曾任印度駐休士頓總領事、印度駐孟加拉國副高級專員、印度駐大阪-神戶總領事、印度駐馬來西亞副高級專員等職務。

## 經歷
生於1971年9月24日。马哈詹拥有博拉理工學院管理学硕士学位和牛津大学外交研究硕士学位。
2020年1月，出任印度駐休士頓總領事。2023年离任。
現任印度外交部海灣司聯祕（司長）。